# Tye Waller
Elliott Tyrone Waller, pogosteje znan kot Tye Waller ali Ty Waller, ameriški igralec in trener bejzbola, * 14. marec 1957, Fresno, Kalifornija, ZDA. 
Waller je upokojeni poklicni igralec tretje baze, ki je v ligi MLB preživel 7 let (1980-1987). Med leti 2007 in 2015 je bil trener prve baze ekipe Oakland Athletics.

## Igralska pot
Waller je bil izbran v 33. krogu nabora lige MLB leta 1975 s strani ekipe San Francisco Giants, a s slednjo ni sklenil pogodbe. Nato je bil ponovno izbran v 4. krogu nabora leta 1977 s strani ekipe St. Louis Cardinals, in z ekipo sklenil pogodbo maja tistega leta.
Po sezoni 1980 ga je ekipa iz St. Louisa poslala k ekipi Chicago Cubs kot igralca, imenovanega kasneje, v predhodni menjavi, ki je Leona Durhama in Kena Reitza poslala v Chicago v zameno za Brucea Sutterja. Po sezoni 1982 je bil ponovno udeležen v menjavi, tokrat se je preselil na drugo stran Chicaga k ekipi Chicago White Sox v zameno za Reggieja Pattersona.Z ekipo Houston Astros je kot prosti igralec sklenil pogodbo po koncu sezone 1983.

## Zasebno življenje
Njegov brat, Reggie, se je zaposlil kot bejzbolski uradnik, drugi brat, Kevin, ter nečaka, Gerric in Derric, pa so igrali v nižjih podružnicah. 